# Lo-Fi-Fnk
Lo-Fi-Fnk är ett svenskt electropop-band från Stockholm bestående av Leo Drougge och August Hellsing. Duon bildades 2001 och släppte året därpå en limiterad EP: We Is på etiketten La Vida Locash. Två år senare, i februari 2005 kom EP:n ...And the JFG? som bl.a. innehöll radiohiten Change Channel. Den 24 april 2006 släpptes första fullängdsskivan Boylife i Sverige. 27 augusti 2006 släpptes albumet internationellt vilket följdes av en längre turné i Europa, Asien och USA .
17 augusti 2011 släpptes gruppens andra fullängdsskiva The Last Summer på Sony Music / Columbia Records.
Ett tredje album är planerat att släppas under 2015 enligt musikbloggen Stereogum 

## Historia
Lo-Fi-Fnk grundades år 2001 av Leo Drougge och August Hellsing när de båda medlemmarna uppträdde på en talangjakt i sin dåvarande skola. 

## Diskografi

### Studioalbum
- 2006 – Boylife
- 2011 – The Last Summer

### EP-utgåvor
- 2002 – We Is
- 2005 – (...And the JFG?)